# مغارة الرجل

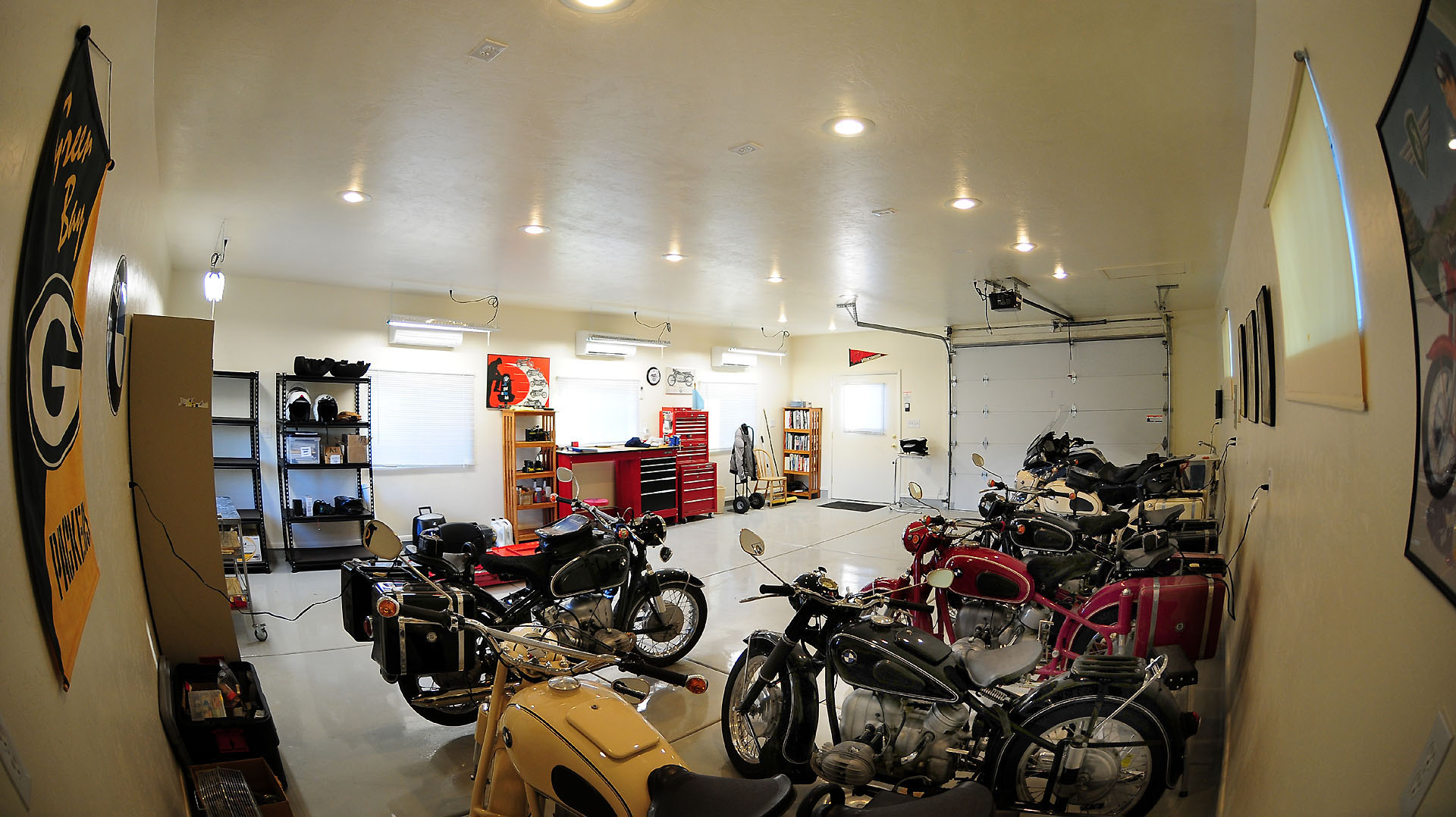
مغارة رجل مولع بالدراجات النارية

مغارة الرجل، أو عرين الرجل أو كهف الرجل، أو مساحة الرجل، كلها مصطلحات تشير إلى مأوى أو ملجأ للذكر في المنزل، كالمرأب المعد خصيصاً، غرفة نوم إضافية، السينما المنزلية، أو سرداب. المصطلح «كهف الرجل» هي عبارة مجازية لوصف غرفة في المنزل. حيث يمكن للرجال أن يفعلوا مايريدونه كإنسان الكهف بدون الخوف من إزعاج  حساسية الأنثى حول ديكور المنزل أو تصميمه. بولا أيمر من جامعة تافتس يطلق عليه «أخر حصن للذكورة».